# Pacific!
Pacific! är en svensk musikgrupp bestående av Daniel Högberg och Björn Synneby. Gruppen blandar elektronisk musik med psykedelisk rock.
Duon debuterade med singel Sunset Blvd, som utgavs på Dolores Recordings 2007. Debuten följdes av singlarna Break Your Social System (2007), Hot Lips (2008), A Tree (2008), Sunset Blvd/Runway to Elsewhere (2008) och Number One (2008). Gruppens debutalbum Reveries utkom 2008 följt av studioalbum nummer två, Narcissus (2010).

## Medlemmar
- Daniel Högberg – gitarr, div. instrument[2][3]
- Björn Synneby – sång, gitarr, div. instrument[2][3]

## Diskografi

### Studioalbum
- 2008 – Reveries
- 2010 – Narcissus

### EPs
- 2011 – Unspoken[4]

### Singlar
- 2007 – "Sunset Blvd"
- 2007 – "Break Your Social System"
- 2008 – "Hot Lips"
- 2008 – "A Tree"
- 2008 – "Sunset Blvd" / "Runway to Elsewhere"
- 2008 – "Number One"
- 2010 – "Narcissus"